# Heure Unix
L'heure Unix ou heure Posix est une mesure du temps fondée sur le nombre de secondes écoulées depuis le 1er janvier 1970 00:00:00 UTC, hors secondes intercalaires. Elle est utilisée principalement dans les systèmes qui respectent la norme POSIX, dont les systèmes de type Unix, d'où son nom. C'est la représentation POSIX du temps.
NB: cette date du « 1er janvier 1970 00:00:00 UTC » est appelée « époque Unix ».

## Prologue
La fin de phrase « ..., hors secondes intercalaires » dans la définition ci-dessus signifie que l'heure Unix ou heure Posix n'est pas égale à la durée exacte en secondes qui s'est écoulée depuis l'« époque Unix ». Pas plus d'ailleurs que la date et heure UTC ne permettent non plus de calculer cette durée exacte.
Dans les deux cas, pour obtenir le décompte exact des secondes qui se sont écoulées depuis l'« epoch Unix », il faut se procurer une table des secondes intercalaires, et il faut ajouter à l'heure Posix la somme arithmétique des secondes  intercalaires qui ont été insérées, ou bien retranchées, depuis cette « epoch Unix ».
- Pour l'heure UTC, cet écart est accepté car l'heure UTC est irrégulière par construction. Elle est asservie à la rotation de la Terre sur elle-même, qui elle-même est irrégulière. Depuis des millénaires, les habitudes de vie des hommes et des femmes sont rythmées, de façon universelle, par les cycles de rotation de la Terre sur elle-même. L'heure UTC est un outil créé pour, en quelques sortes, nous aider à rester synchronisés sur cette rotation.

- Par contre, s'agissant de l'heure Unix ou heure Posix, c'est-à-dire un compteur de nombre de secondes écoulées depuis l'« époque Unix », il est dérangeant que ce décompte puisse être inexact. Cette convention de mesure du temps est dérangeante. Les paragraphes suivants de cet article donnent des éléments pour montrer comment s'en accommoder.

## Heure POSIX

### Associer un événement dans le temps à un nombre réel
Pour associer un événement à un nombre réel, il suffit d'utiliser des références naturelles et universelles : par exemple, les périodicités de rotation de la Terre sur elle-même, et autour du Soleil. Ces périodicités sont suffisantes pour établir des calendriers, c'est-à-dire des relations entre des événements et des dates, même si quelques efforts sont nécessaires pour bien définir les références utilisées (chaque pays a les siennes, toutes adoptées à des instants différents) ; les dates de ces calendriers ne sont que des nombres exprimés dans un système de numération un peu compliqué qui a pour unités le jour, la semaine, le mois, la saison, l'année, etc., et l'heure Posix  n'est qu'une référence parmi d'autres exprimée sous forme d'un simple nombre.

#### Principaux systèmes de mesures utilisés
Voici les principaux systèmes de mesure du temps qui ont été imaginés et utilisés jusqu'à nos jours :
| Sigle | Signification                | Définition |
| ----- | ---------------------------- | --- |
| GMT   | Temps moyen de Greenwich     | Encore en usage dans certains pays pour des aspects légaux. Néanmoins la définition de ce système de mesure est ambigüe. C'est la raison pour laquelle, en dehors de cet usage administratif, il est préférable d'utiliser UTC. |
| UT    | Temps universel              | Ce système définit le jour comme la durée moyenne de rotation de la Terre autour de son axe. Cette définition pose quelques difficultés car la vitesse de cette rotation n’est pas constante, elle diminue lentement sous l’effet des marées et, de plus, présente des irrégularités imprévisibles : la durée des jours UT est très légèrement supérieure, en moyenne, à 86 400 secondes (nombre de secondes dans 24h). L'écart est de l’ordre de la seconde sur une à trois années. On distingue plusieurs versions de UT : UT0, UT1, UT1R, UT2. On se reportera à l'article « Temps universel » pour plus de détails. |
| TAI   | Temps atomique international | Ce système est fondé sur une définition internationale de la seconde. Son étalon est constitué par plusieurs horloges atomiques réparties dans le monde. La mesure du temps dans ce système est strictement régulière à la différence de la précédente pour qui son étalon n'a pas la même régularité. En conséquence, TAI et UT s'éloignent progressivement l'un de l'autre du fait du ralentissement du second; c'est ce que montre la figure ci-dessus. - Une différence de deux TAI permet de calculer un délai écoulé de façon exacte. |
| UTC   | Temps universel coordonné    | Ce système est adopté comme base du temps civil international par un grand nombre de pays. Le mot « coordonné » indique que : - la différence entre UTC et TAI est un nombre entier de secondes, - la différence entre UTC et UT1 n'est jamais plus grande que 0,9 seconde. Autrement dit, UTC est identique au TAI (il en a la stabilité et l’exactitude) à un nombre entier de secondes près, et les secondes intercalaires lui permettent de coller à UT à 0,9 s près ; c'est ce que montre la figure ci-dessus. - Le respect de cet écart maximal entre UT et UTC est garanti par le Service international de la rotation terrestre et des systèmes de référence (IERS), fondé en particulier à l’Observatoire de Paris, qui décide de rajouter (ou supprimer) des secondes intercalaires chaque fois qu'UTC et UT s’écartent trop l’un de l’autre. - Une différence de deux heures UTC permet de calculer un délai écoulé de façon exacte tant que les deux événements ne sont pas à cheval sur une seconde intercalaire (voir ci-dessous la probabilité et l'amplitude de l'erreur). Pour calculer un délai exact à la seconde près en toutes circonstances, il faut tenir compte des secondes intercalaires. |

#### Choix d'une origine du temps
Pour mesurer le temps, il faut choisir une origine :
- L'origine de l'heure POSIX a été choisie comme étant le 1er janvier 1970 00:00:00 UTC[12], cette date correspond à l'heure 0 de Posix, elle est appelée l'epoch Posix (et également epoch Unix).

- L'origine du TAI a été définie telle que UT1-TAI soit égal à 0 le premier janvier 1958, voir réf .

#### Évolution du temps
Il faut indiquer comment évolue ce nombre en fonction du temps qui passe :
- Pour chaque seconde écoulée, l'heure POSIX s'accroît d'exactement une unité et ce de façon invariable tout au long de l'année, sauf lorsque l'IERS décide[10] d'ajouter (ou de supprimer) une seconde intercalaire ;
- Pour chaque seconde écoulée, l'heure TAI s'accroît d'exactement une unité, ad vitam æternam.

Le tableau ci-dessous illustre le cas de l'ajout de la seconde intercalaire qui a eu lieu le 31 décembre 2008 à minuit.
| # | TAI           | UTC                 | TAI - UTC | Heure Posix   |                                  |
| - | ------------- | ------------------- | --------- | ------------- | -------------------------------- |
| 1 | 1 230 768 030 | 2008-12-31T23:59:57 | 33        | 1 230 767 997 |                                  |
| 2 | 1 230 768 031 | 2008-12-31T23:59:58 | 33        | 1 230 767 998 |                                  |
| 3 | 1 230 768 032 | 2008-12-31T23:59:59 | 33        | 1 230 767 999 |                                  |
| 4 | 1 230 768 033 | 2008-12-31T23:59:60 | 33        | 1 230 768 000 | ajout d'une seconde intercalaire |
| 5 | 1 230 768 034 | 2009-01-01T00:00:00 | 34        | 1 230 768 000 |                                  |
| 6 | 1 230 768 035 | 2009-01-01T00:00:01 | 34        | 1 230 768 001 |                                  |
| 7 | 1 230 768 036 | 2009-01-01T00:00:02 | 34        | 1 230 768 002 |                                  |

L'Heure Posix n'est pas une représentation linéaire du temps, il y a des anomalies, comme la ligne 5 du tableau ci-dessus.
Il n'y a pas correspondance bijective entre l'heure UTC et l'heure Posix ; ce dernier ne permet pas de représenter les secondes intercalaires présentes dans UTC, comme la ligne 4 du tableau ci-dessus : 2008-12-31T23:59:60 UTC.

### Temps écoulé entre deux événements
Il ne faut pas mélanger ces différentes références (par exemple, l'an zéro d'un calendrier ne commence pas au même instant que celui d'un autre) et également parce que tous ces calendriers ont besoin de s'adapter aux périodicités non multiples les unes des autres, par exemple les années bissextiles, ou bien les irrégularités de ces périodicités. Ces adaptations compliquent un petit peu les calculs, en fonction de la précision que l'on recherche ; par exemple, il s'est écoulé un an peut être une information suffisante ou bien il faudra tenir compte du caractère bissextile de l'année pour répondre à la même question exprimée en nombre de jours. Cela veut dire qu'il faut conserver une mémoire du passé, la mémoire de chaque seconde qui passe.
Dans la plupart des cas, une simple différence des heures Posix suffit, sauf si les deux événements sont à cheval sur une ou plusieurs secondes intercalaires. Pour calculer un délai exact en toutes circonstances, il faut tenir compte des secondes intercalaires.
Toutefois, l'occurrence des secondes intercalaires étant faible, la probabilité de commettre une telle erreur est donc faible ; et si malgré tout le cas se produit, alors l'amplitude de l'erreur est peut-être faible, et il n'y a dans ce cas pas besoin de se préoccuper de ces secondes intercalaires ; le tableau ci-dessous montre différents exemples. 
La méthode pour compléter une ligne de ce tableau est la suivante : 
- si le délai calculé entre les deux événements d'intérêt est de l'ordre de M secondes, alors la probabilité qu'une seconde intercalaire soit dans cet intervalle est de M sur le nombre total N de secondes pendant une année (c'est-à-dire en prenant pour hypothèse qu'une seconde intercalaire est ajoutée chaque année),
- une année compte N = 365 x 24 x 3 600 = 31 536 000 secondes,
- la probabilité de commettre une erreur 1/M est donc de M/N = Mx3,2 × 10-8.

L'application de cette méthode pour des délais M=10, 100, 1000 donne le tableau suivant :
| Délai à mesurer (M) | Probabilité d'erreur | Amplitude de l'erreur |
| ------------------- | -------------------- | --------------------- |
| 10 s                | 3,2 × 10-7           | 10 %                  |
| 100 s               | 3,2 × 10-6           | 1 %                   |
| 1 000 s             | 3,2 × 10-5           | 0,1 %                 |

À la limite, si le délai à calculer entre les deux événements d'intérêt est d'un an, alors la probabilité est de 100 % de commettre une erreur de 3,2 × 10-8.
La probabilité de commettre une erreur donnée et l'amplitude de cette erreur varie inversement l'une de l'autre ; une autre façon de présenter les choses pourrait être de dire :
- si le délai calculé est petit, alors l'erreur peut être forte, mais la probabilité de la commettre est faible,
- si le délai calculé est grand, alors la probabilité  de commettre l'erreur est forte, mais l'erreur est faible.

Si ce couple (probabilité de commettre une erreur / amplitude de l'erreur) est inacceptable, ou bien si on ne sait pas en évaluer l'impact, alors il est sûrement nécessaire de se poser la question de savoir pourquoi on utilise UTC et quel est le besoin de précision nécessaire, ou bien de prévoir l'usage de tables à mettre à jour dès que l'insertion/retrait d'une seconde intercalaire est programmé,. 

#### Conversion de l'heure UTC en heure Posix
Hormis les très rares anomalies mentionnées précédemment à propos des secondes intercalaires, il est aisé de convertir une heure UTC en une heure Posix et inversement.
Exemple : Quelle est l'heure Posix en tout début de la journée du 1er janvier 2009 (ligne 5 du tableau 1 ci-dessus) :
- de l'époque Posix au 1er janvier 2009, 39 années se sont écoulées dont 10 bissextiles[18] (voir tableau d’aide ci-dessous),
- soit 14 245 jours de 24x3 600=86 400 secondes chacun,
- soit 1 230 768 000 secondes écoulées depuis l'époque Unix, hors secondes intercalaires. C'est l'heure Posix.

|       |       |       |       | Nombre de jours écoulés | Nombre de secondes écoulées (hors secondes intercalaires)                |
| ----- | ----- | ----- | ----- | ----------------------- | ------------------------------------------------------------------------ |
| 1 970 | 1 971 | 1 972 | 1 973 | 3 x 365 + 366 = 1 461   | 1 461 x 86 400 = 126 230 400                                             |
| 1 974 | 1 975 | 1 976 | 1 977 | 1 461                   | 126 230 400                                                              |
| 1 978 | 1 979 | 1 980 | 1 981 | 1 461                   | 126 230 400                                                              |
| 1 982 | 1 983 | 1 984 | 1 985 | 1 461                   | 126 230 400                                                              |
| 1 986 | 1 987 | 1 988 | 1 989 | 1 461                   | 126 230 400                                                              |
| 1 990 | 1 991 | 1 992 | 1 993 | 1 461                   | 126 230 400                                                              |
| 1 994 | 1 995 | 1 996 | 1 997 | 1 461                   | 126 230 400                                                              |
| 1 998 | 1 999 | 2 000 | 2 001 | 1 461                   | 126 230 400                                                              |
| 2 002 | 2 003 | 2 004 | 2 005 | 1 461                   | 126 230 400                                                              |
| 2 006 | 2 007 | 2 008 |       | 2 x 365 + 366 = 1 096   | 94 694 400                                                               |
| Total | Total | Total | Total | 14 245                  | heure Posix au 1er janvier 2009 14 245 x 86 400 = 1 230 768 000 secondes |

Il existe des  outils qui réalisent ces calculs très simplement, comme ce « shell script » pour convertir une date en un nombre de secondes depuis l'époque Posix :
```
        #!/bin/sh
        # convertir une date (attention au format de l'argument)
        #           en nombre de secondes depuis l'époque Posix
        #
        # exemple: date --date "2009-01-01 00:00:00+00:00" "+heure POSIX = %s secondes"
        # 
        # affiche: heure POSIX = 1230768000 secondes
        #
        date --date "$*" "+%s secondes"

```

#### Conversion d'une heure Posix en heure UTC
Le calcul inverse ne présente pas de difficulté, et de la même façon, il existe des outils qui réalisent ces calculs très simplement, comme ce « shell script » pour convertir un nombre de secondes depuis l'époque Posix en une date :
```
        #!/bin/sh
        # convertir un nombre de secondes depuis l'époque Posix 
        #           en date
        #          
        # exemple: date -u --iso-8601=seconds --date "1970-01-01 1230768000 seconds"
        #          
        # affiche: 2009-01-01T00:00:00+00:00
        #
        date -u -R --date "1970-01-01 $* seconds"

```

## Heure UNIX

### Nombre limité d'années qu'un système UNIX particulier peut représenter
La méthode plus courante pour lire l'heure sous Unix, est l'appel à la fonction suivante qui retourne une valeur numérique de type "time_t".
```
        time_t time(NULL);
```

Ce type time_t est couramment utilisé pour manipuler l'heure UNIX, malheureusement la norme POSIX n'en précise pas (clairement) la taille :

Illustration du phénomène de débordement.

- Illustration du phénomène de débordement.si c'est une machine 32 bits, time_t sera vraisemblablement un entier signé 32 bits. Ce compteur permet de gérer une période totale de 232 secondes, soit à peu près 136 années. La date la plus reculée est 13 décembre 1901, et la plus avancée est 19 janvier 2038.

Lorsque cette date la plus avancée sera franchie, cette représentation va déborder (en), c'est-à-dire qu'elle ne sera plus capable de continuer à représenter l'heure Unix correctement. Ce problème est appelé le bug de l'an 2038. L'image animée ci-contre illustre le phénomène de débordement.
|                              | Heure Unix     | UTC                   |
| ---------------------------- | -------------- | --------------------- |
| date la plus reculée : -231  | −2 147 483 648 | 1901-12-13 T 20:45:52 |
| époque Unix : 0              | 0              | 1970-01-01 T 00:00:00 |
| date la plus avancée : 231-1 | 2 147 483 647  | 2038-01-19 T 03:14:07 |

- si c'est une machine 64 bits, time t sera vraisemblablement un entier signé 64 bits ; les limites seront alors supérieures à 292 milliards d'années soit beaucoup plus que l'âge de notre planète ou son espérance de vie.

Cette impossibilité de représentation ne met pas forcément en cause le fonctionnement de la machine elle-même, c'est-à-dire le fonctionnement de son système d'exploitation mais le fonctionnement de ses applications et son interopérabilité avec les autres machines. En effet, il n'est pas suffisant qu'une machine sache localement gérer cette limite, mais il faut également que toutes les machines qui lui sont connectées soient capables de gérer cette limite et ce de la même façon. 
Plusieurs cas peuvent se présenter : 
1. soit on a affaire à un parc de machines bien maitrisées, c'est le cas par exemple des systèmes embarqués. Dans ce cas, une solution pour gérer cette frontière peut être de s'assurer que le parc de machines n'utilise que des applications développées spécialement pour être robustes face à cette situation[22],[23],
2. soit on a affaire à un parc de machines très hétérogènes et non maitrisées, c'est le cas par exemple des machines du monde entier qui sont connectées sur internet. Dans ce cas, une solution serait de généraliser le codage de cette heure Unix sur 64 bits à toutes les machines, y compris celles en 32 bits. On peut également raisonnablement espérer que toutes les machines seront au moins 64 bits à l'aube de 2038.

### Utilisation d'une résolution inférieure à la seconde
Les systèmes Unix entretiennent en général un compteur dont la résolution est plus fine que la seconde. Cette heure est accessible par un appel à la fonction suivante : 
```
        int gettimeofday(struct timeval *tv, NULL);
```

La valeur numérique retournée par cette fonction est mémorisée dans la variable « struct timeval *tv » définie de la façon suivante :
```
        struct timeval {
                int    tv_sec;     /* secondes */
                int    tv_usec;    /* microsecondes de 0 à 999999 */
        };
```

L'emploi de cette résolution inférieure à une seconde amène la question de savoir ce qui se passe lorsqu'une seconde intercalaire est ajoutée ou retranchée ? Il semblerait que ce point soit à la charge du système d'exploitation. En l'absence de spécification claire, plusieurs scénarios sont donc possibles en fonction du système d'exploitation considéré,,. Les trois exemples ci-dessous exposent les trois catégories de cas qui semblent les plus représentatives, ils ne traitent que l'aspect insertion d'une seconde intercalaire mais ils pourraient facilement être adaptés au cas de la suppression :

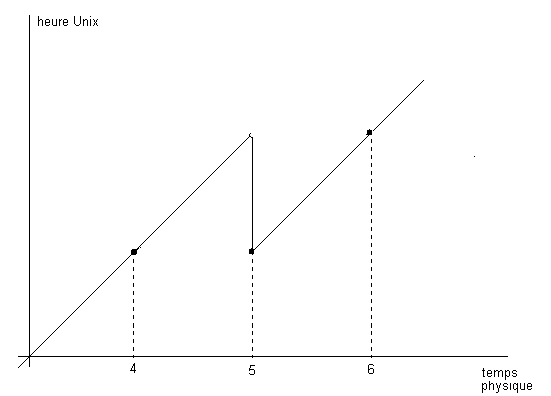
Heure ajustée brutalement

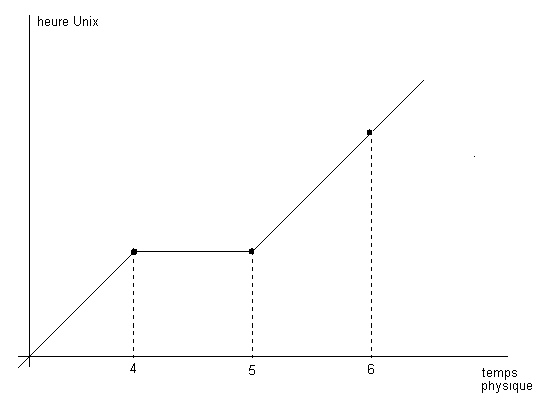
Heure figée

- l'horloge système peut être ajustée brutalement d'une seconde, ce qui donnera l'impression d'un retour en arrière[28].

| # | UTC                     | tv_sec        | tv_usec |                           |
| - | ----------------------- | ------------- | ------- | ------------------------- |
| 4 | 2008-12-31T23:59:60.000 | 1 230 768 000 | 0       |                           |
|   | 2008-12-31T23:59:60.500 | 1 230 768 000 | 500 000 |                           |
| 5 | 2009-01-01T00:00:00.000 | 1 230 768 000 | 0       | heure ajustée brutalement |
|   | 2009-01-01T00:00:00.500 | 1 230 768 000 | 500 000 |                           |
| 6 | 2009-01-01T00:00:01.000 | 1 230 768 001 | 0       |                           |

- l'horloge système peut être maintenue constante pendant une seconde pendant l'insertion de la seconde intercalaire. Cela signifie que l'heure ne reviendra pas en arrière mais sera figée, en conséquence le possible impact sur les applications devrait être en principe moindre[28].

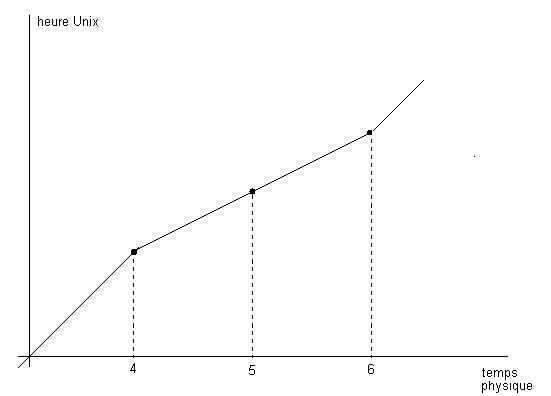
Heure ralentie

| # | UTC                     | tv_sec        | tv_usec |             |
| - | ----------------------- | ------------- | ------- | ----------- |
| 4 | 2008-12-31T23:59:60.000 | 1 230 768 000 | 0       |             |
|   | 2008-12-31T23:59:60.500 | 1 230 768 000 | 0       | heure figée |
| 5 | 2009-01-01T00:00:00.000 | 1 230 768 000 | 0       | heure figée |
|   | 2009-01-01T00:00:00.500 | 1 230 768 000 | 500 000 |             |
| 6 | 2009-01-01T00:00:01.000 | 1 230 768 001 | 0       |             |

- l'horloge système peut être ralentie pour compenser l'insertion de la seconde intercalaire[28].

| # | UTC                     | tv_sec        | tv_usec |                |
| - | ----------------------- | ------------- | ------- | -------------- |
| 4 | 2008-12-31T23:59:60.000 | 1 230 768 000 | 0       |                |
|   | 2008-12-31T23:59:60.500 | 1 230 768 000 | 250 000 | heure ralentie |
| 5 | 2009-01-01T00:00:00.000 | 1 230 768 000 | 500 000 | heure ralentie |
|   | 2009-01-01T00:00:00.500 | 1 230 768 000 | 750 000 | heure ralentie |
| 6 | 2009-01-01T00:00:01.000 | 1 230 768 001 | 0       |                |

### Utilisation du TAI
L'idée d'utiliser le temps atomique international a été proposée et défendue par de nombreuses personnes, mais ce n'est pas le sens qui a été donné par l'histoire, le choix retenu fut celui qui aujourd'hui est figé par la norme POSIX.
Daniel J. Bernstein a écrit des articles et logiciels pour l'utilisation de TAI sur des systèmes de type UNIX. Son idée était de faire en sorte que les machines Unix entretiennent en interne une heure TAI, c'est-à-dire un nombre exact de secondes écoulées depuis une certaine epoch. C'est un compteur dont le fonctionnement n'est pas perturbé par l'insertion, ou suppression, de secondes intercalaires. 
- Ensuite pour afficher l'heure UTC courante, la machine doit utiliser une tables des secondes intercalaires en vigueur à l'instant du calcul. Cette table est mise à jour en local sur la machine, dès la parution des Bulletins de BIPM.
- Pour gérer l'affichage des heures UTC ou bien n'importe quel fuseau horaire, il faut sélectionner une section appelée « right » de la base de données appelée « TZ_database »[30].

L'origine de l'heure TAI est définie de la façon suivante:
- Le 1er janvier 1972 00:00:00 UTC est le 1er janvier 1972 00:00:10 TAI.

### Synchronisation des heures Unix et heure affichée par une machine Unix
Depuis le développement du protocole NTP Network Time Protocol, à l'exception de quelques cas particuliers, la très grande majorité des machines Unix sont aujourd'hui toutes synchronisées sur une même heure de référence.
Il devient alors légitime de se demander si l'heure affichée par une machine Unix est bien l'heure « exacte », ou bien si l'utilisateur doit, à sa charge, ajouter la somme arithmétiques des secondes intercalaires qui ont été insérées, ou retranchées, depuis l'epoch Unix. La réponse est simple, mais le mot « exact » peut être trompeur: 
- l'heure affichée avec la commande « date -u » est « l'heure UTC exacte »,
- et dire que l'heure UTC affichée est exacte, revient aussi à dire que le nombre de secondes, calculées à partir de cette heure UTC, c'est-à-dire « l'heure Unix », est différent du nombre « exact » de secondes écoulées depuis l'epoch Unix. Ce n'est pas un nombre « exact » de secondes. Mais finalement, quelle importance … ?

Une seconde catégorie de question revient régulièrement: « est ce que l'affichage d'une heure locale modifie l'heure Unix de la machine Unix ? ». La réponse est simple: 
- l'heure locale affichée est un décalage de l'affichage et non pas un décalage de l'heure Unix de la machine Unix.

```
$ (unset  TZ                 ; echo -en 'Date et heure UTC\t: '; date --iso-8601=seconds  --utc)
$ (export TZ='Europe/Paris'  ; echo -en "Date et heure $TZ\t: "; date --iso-8601=seconds)
$ (export TZ='Canada/Eastern'; echo -en "Date et heure $TZ\t: "; date --iso-8601=seconds)

Date et heure UTC           : 2023-09-01T09:04:46+00:00
Date et heure Europe/Paris  : 2023-09-01T11:04:46+02:00
Date et heure Canada/Eastern: 2023-09-01T05:04:46-04:00

$ (unset TZ; date --utc '+%s'); (export TZ='Canada/Eastern'; date '+%s')
1693559793
1693559793

```